# نتوء باهكال-وولف

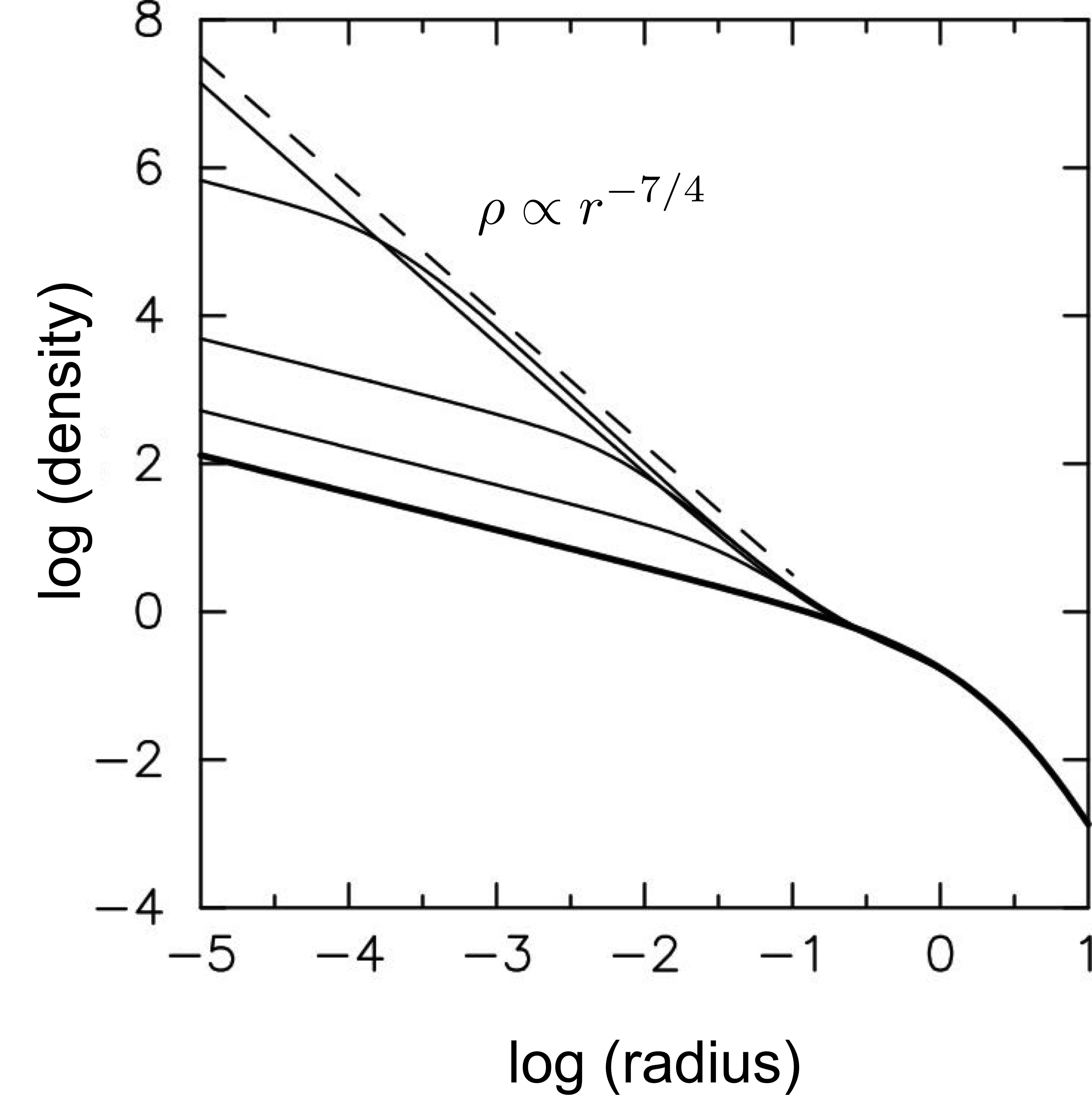

يشير مصطلح نتوء باهكال-وولف إلى توزيع معين للنجوم حول ثقب أسود هائل الحجم في وسط مجرة أو كتلة كروية. إذا كانت النواة التي تحتوي على الثقب الأسود قديمة بشكلٍ كافي، فإن تبادل الطاقة المدارية بين النجوم يؤثر في توزيعها وفق أشكال مميزة، بحيث تختلف كثافة النجوم (ρ) مع اختلاف المسافة عن الثقب الأسود (r) وفق المعادلة:
{\displaystyle \rho (r)\propto r^{-7/4}.}
لم يُعثر حتى الآن على مثال واضح على نتوءات باهكال-وولف في أي مجموعة من المجرات أو النجوم.

## توزيع النجوم حول ثقب أسود هائل
توجد الثقوب السوداء الهائلة الحجم في نوى المجرة. تساوي الكتلة الكلية للنجوم في النواة تقريبًا كتلة الثقب الأسود الهائل. تبلغ كتلة الثقب الأسود الهائل عند قياسها بالنسبة لمجرة درب التبانة حوالي 4 ملايين كتلة شمسية، وعدد النجوم في النواة حوالي عشرة ملايين نجم. تتحرك النجوم حول الثقب الأسود الهائل في المدارات الإهليلجية، وذلك على غرار المدارات التي تتبعها الكواكب حول الشمس. يُعبر عن الطاقة المدارية للنجم بالمعادلة:
{\displaystyle E={\boldsymbol {v}}^{2}/2-GM/r}
تمثّل (v) سرعة النجم و (r) بعده عن الثقب الأسود الهائل، وتمثّل (M) كتلة الثقب الأسود الهائل. تبقى طاقة النجم ثابتة تقريبًا على طول عدة فترات مدارية. تتبادل معظم النجوم في النواة الطاقة مع نجوم أخرى بعد فترة استرخاء واحدة تقريبًا مما يتسبب في تغير مداراتها. أظهر باهكال ووولف أنه بمجرد حدوث ذلك فإن توزيع الطاقات المدارية يحدث على الشكل:
{\displaystyle N(E)\,dE=N_{0}|E|^{-9/4}dE,}
يتوافق هذا الشكل مع الكثافة التي تُعطى بالعلاقة ρ=ρ0 r −7/4. يوضح الشكل كيفية تطور كثافة النجوم لتصبح على شكل نموذج باهكال-وولف. يمتد النتوء المتشكل بشكل تام  إلى الخارج لمسافة تُقارب خُمس نصف قطر تأثير الثقب الأسود الهائل. يُعتقد أن فترات الاسترخاء في نوى المجرات الصغيرة الكثيفة قصيرة بما يكفي لتشكيل نتوءات باهكال-وولف.

## نتوءات متعددة الكتلة
ينطبق حل باهكال-وولف على نواة تحتوي على نجوم ذات كتلة واحدة. سيكون لكل نجم كثافة مختلفة في حال وجود مجموعة من الكتل. يوجد هناك حالتان نهائيتان. أولاً، إذا سيطرت النجوم الأكبر حجمًا على الكثافة الإجمالية فستتبع كثافتها نموذج باهكال-وولف، بينما ستكون الأجسام الأقل كثافة معادلة. ثانيًا، إذا سيطرت النجوم الأقل حجمًا على الكثافة الإجمالية فستتبع كثافتها نموذج باهكال-وولف، في حين ستتبع النجوم الأكثر كثافة معادلة.
تكون معظم الكتلة في أحد التجمعات النجمية القديمة إما على شكل نجوم متسلسلة رئيسية بكتل أصغر أو تقارب 1-2 كتل شمسية، أو على شكل بقايا الثقب الأسود بكتل تقارب 10-20 كتلة شمسية. من المرجّح أن نجوم السلسلة الرئيسية تسيطر على الكثافة الإجمالية، لذلك يجب أن تتبع كثافتها نموذج باهكال-وولف، بينما يجب أن يكون للثقوب السوداء مظهر أكثر حدة ρ ~ r−2.
لقد اقتُرح أن توزيع الكتل النجمية في مركز المجرة هو شيء ثقيل للغاية مع جزء أكبر بكثير من الثقوب السوداء. إذا كانت هذه هي الحالة فمن المتوقع أن تحصل النجوم المرصودة على مظهر ضحل من الكثافة ρ ~ r − 3/2. وربما لا يتفق هذا المظهر الضحل مع ما وُجد في مركز المجرة، مما يعني ضمناً أن نتوء باهكال-وولف لم يتشكل قط، وإن عدد وتوزيع بقايا الثقب الأسود في مركز المجرة ضعيف للغاية.